# Coração, Cabeça e Estômago
Coração, Cabeça e Estômago é o título de um romance de Camilo Castelo Branco, publicado em 1862. Cada palavra do título refere-se a um época da vida do personagem principal até sua morte, cada qual sendo regida pelo coração, pela cabeça e até que finalmente pelo estômago.
A primeira fase, a do coração, narra os amores enganadores e desfeitos de Silvestre da Silva vividos numa Lisboa libertina. Na segunda fase,  na
qual a cabeça se sobrepõe ao coração, Silvestre calcula uma aproximação às herdeiras ricas do Porto. Na última fase, designada por estômago, Silvestre cansado das solicitações citadinas procura refúgio em Soutelo, terra dos seus antepassados.

## Personagens
- Silvestre da Silva - personagem principal
- Tomásia, a filha do Sargento-Mor de Soutelo,  rapariga de vinte e seis anos, com pouco entendimento intelectual
- Sargento-Mor - pai de Tomásia
- Tios
- Marcolina- mulher por quem Silvestre se apaixona, mas o mundo não respeita
- D. Paula- mulher por quem Silvestre se apaixona, que não é uma boa pessoa, mas mesmo assim é respeitada pela sociedade